# Ōe
Ōe (jap. 大江町 Ōe-machi) – miasto w Japonii, na wyspie Honsiu, w prefekturze Yamagata. Według danych na rok 2020 miejscowość zamieszkiwało 7 646 mieszkańców , a gęstość zaludnienia wyniosła 49,6 os./km².